# Maradidae
Марадові (Maradidae) — родина ссавців з когорти сумчастих (Marsupialia) пізнього олігоцену Ріверслей, північний Квінсленд. Хоча новий вид відомий тільки по правій зубній кістці з P3, M1-4, I1, можна сказати, що дана родина сестринська із родинами Wynyardiidae, Diprotodontidae, Palorchestidae. Етимологія: marada на мові ваан'ї, мові місцевих аборигенів Ріверслей, означає "плоский", посилаючись на вузьку стиснену зубну кістку. Arcanum це таємниця по латині, посилаючись на невідоме таксономічне положення виду й дивне поєднання примітивних і похідних рис присутніх на єдиному відомому зразку. Зубна формула: I 1, C 0, P 3, M 1-4, така ж як і в інших Vombatomorphia, окрім деяких видів з родини Thylacoleonidae.